# Balatonmagyaród
Balatonmagyaród (hongrois : Balatonmagyaród [ˈbɒlɒtonmɒɟɒroːd]) est une localité hongroise située dans le comitat de Zala, au bord du Petit Balaton.

## Nom et attributs

### Toponymie
La localité actuelle est mentionnée pour la première fois en 1308 sous la forme Mogyord. L'évolution du toponyme est bien documentée : Mogoroth en 1327, Magyarad en 1370, Magyarod puis Balaton Magyarad en 1492. Ce nom semble dériver des noisetiers (mogyoró) poussant autour du village, et pourrait signifier « lieu couvert de noisetiers », bien que son étymologie exacte reste incertaine. Une mention encore plus ancienne figure dans une charte de 1019, où une localité nommée Mogoród est citée parmi les redevables d'une abbaye : elle pourrait correspondre au village actuel.

## Site et localisation

### Topographie et hydrographie

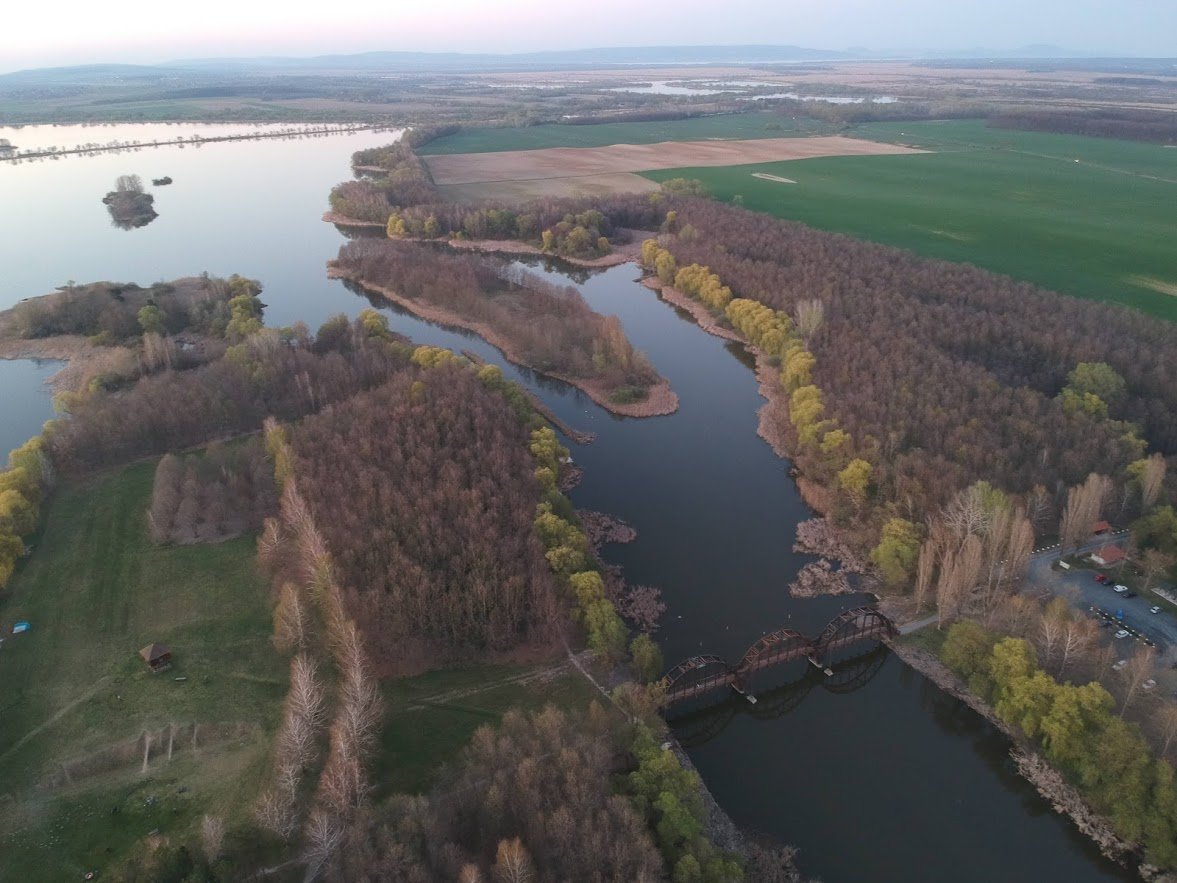
L'île de Kányavár et le Petit Balaton.

Balatonmagyaród se situe à la limite sud-ouest du lac Balaton, au sein de la dépression de la Zala, dans une zone dominée par les plaines alluviales, les étangs et les milieux marécageux. L'élément le plus caractéristique du territoire est la proximité immédiate du Petit Balaton, ancien bras marécageux du Balaton, dont le rôle historique était de filtrer les eaux de la rivière Zala avant qu'elles ne rejoignent le lac principal.
Ce système palustre a été fortement modifié au XIXe siècle par des travaux d'endiguement et de régulation hydraulique. Le tracé de la rivière, aujourd'hui canalisée, traverse encore des zones humides restaurées dans le cadre du Système de protection des eaux du Petit Balaton. Parmi les plans d'eau aménagés, on compte les lacs de Hídvég (1985) et Fenék (2000), destinés à restituer les fonctions écologiques perdues au cours des décennies précédentes.
Le territoire de la commune comprend également l'île de Kányavár, reliée à la rive par un pont en bois et abritant une mosaïque d'étangs, de roselières et de boisements humides. Cette zone constitue l'un des rares secteurs du Petit Balaton accessibles librement au public.

### Géologie et géomorphologie
Le substrat géologique de la région est typique du bassin pannonien occidental, constitué de dépôts sédimentaires tertiaires recouverts de limons alluviaux. Ces couches superficielles ont été façonnées par l'action combinée de la rivière Zala et des processus lacustres du Balaton, dans un environnement marqué par de fréquentes variations du niveau d'eau.
Le Petit Balaton constitue un exemple remarquable de plaine d'inondation, autrefois librement inondable, aujourd'hui largement artificialisée mais progressivement renaturée. La présence de tourbes, de limons organiques et de dépôts de marne contribue à la diversité des micro-habitats, favorables à de nombreuses espèces aquatiques et palustres. Le territoire reste néanmoins vulnérable aux fluctuations hydriques, et sa gestion repose sur un équilibre délicat entre conservation et prévention des crues.

### Climat
Le climat de Balatonmagyaród est de type continental modéré, avec une influence marquée du lac Balaton, qui tend à atténuer les extrêmes thermiques. Les hivers sont relativement doux pour la région, tandis que les étés peuvent être chauds et orageux. La pluviométrie annuelle est modérée, mais suffisamment élevée pour maintenir un bon niveau d'humidité dans les zones humides du Petit Balaton.
Ces conditions climatiques favorisent le développement d'une végétation marécageuse abondante, ainsi qu'une richesse avifaunistique remarquable. Toutefois, les sécheresses estivales prolongées ou les crues hivernales incontrôlées peuvent menacer l'équilibre écologique de certains biotopes sensibles.

### Aires faunistiques et floristiques
Balatonmagyaród se trouve au cœur de l'un des ensembles écologiques les plus précieux de Hongrie. Le Petit Balaton, classé depuis 1986 comme zone paysagère protégée (tájvédelmi körzet) et intégré depuis 1997 au Parc national du haut Balaton, est également inscrit sur la liste des zones humides d'importance internationale (Convention de Ramsar) depuis 1979.
La flore locale est dominée par les roseaux, les carex, les plantes aquatiques (dont la nénuphar blanc) et une multitude d'espèces hygrophiles. Les îlots forestiers hébergent des essences riveraines typiques comme les saules et les aulnes.

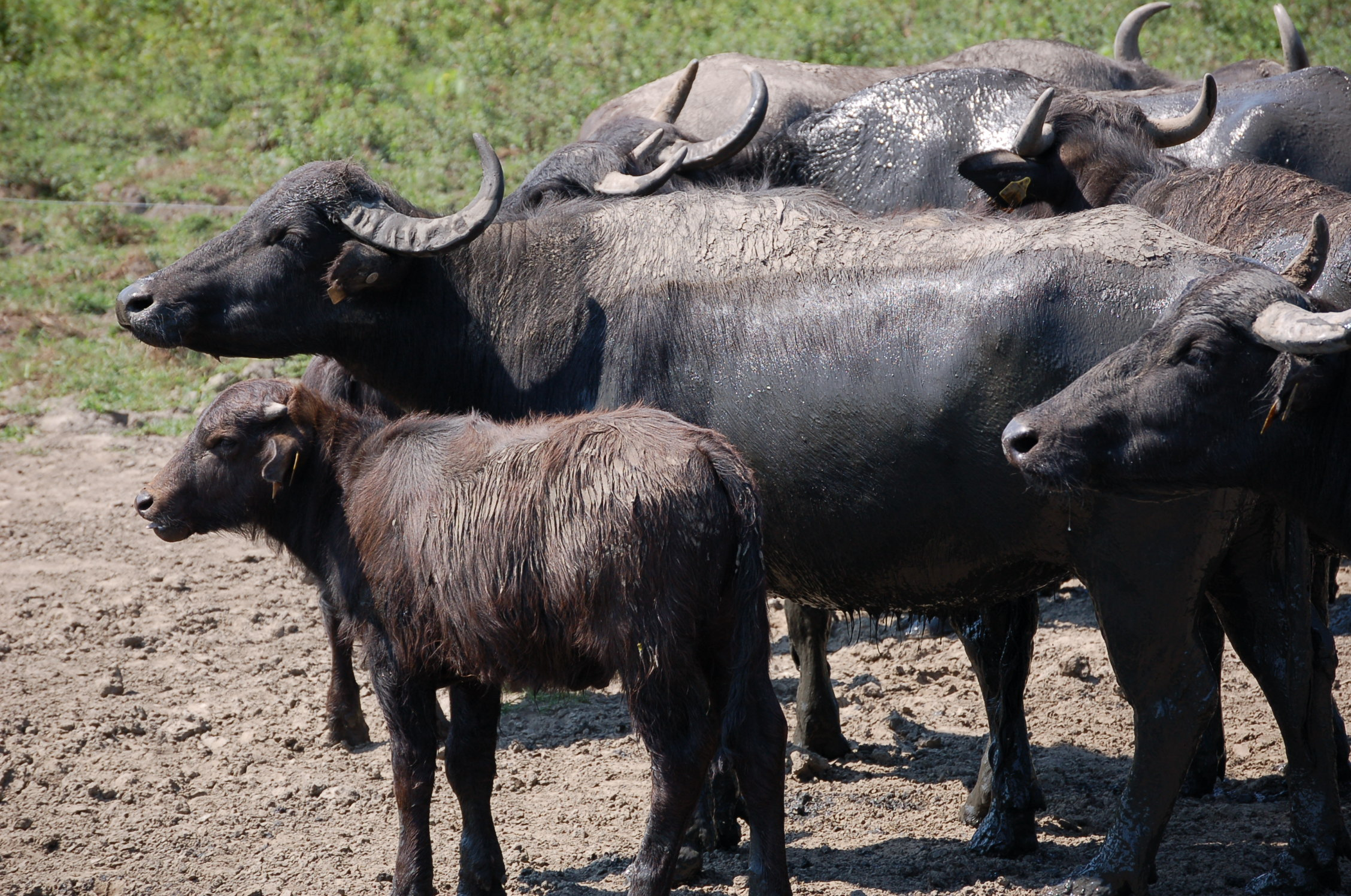
Buffles d'eau de Kápolnapuszta.

L'avifaune est particulièrement riche. Le Petit Balaton constitue un sanctuaire pour les oiseaux d'eau : hérons cendrés et pourprés, grandes aigrettes, spatules blanches, bihoreaux gris, cormorans, grèbes huppés, foulques, rousserolles et phragmites aquatiques y nichent en nombre. La réserve de buffles d'eau de Kápolnapuszta, implantée sur le territoire communal, joue également un rôle dans la préservation des équilibres écologiques par le pâturage extensif.
Les milieux restaurés et strictement protégés ne sont accessibles qu'avec autorisation ou dans le cadre de visites guidées organisées par le Parc national. Seuls quelques sentiers pédagogiques, comme celui de l'île de Kányavár, sont ouverts au public sans accompagnement, afin de limiter les perturbations sur la faune.

## Histoire
Le territoire de Balatonmagyaród et de ses environs est habité depuis la plus haute antiquité. Des découvertes archéologiques réalisées à proximité de Hídvégpuszta ont mis au jour des vestiges datant du début de l'âge du bronze, tandis que des tumuli funéraires ont été fouillés pour la période du bronze final. Du matériel attribué aux Huns a été retrouvé dans la région des îles de Kányavár, et une implantation des VIIe–VIIIe siècles a été identifiée dans le secteur de Kiskányavár. De cette époque datent également les vestiges d'une habitation et d'un poste de pêche retrouvés près de Hídvégpuszta. Plusieurs sites — le terroir de Szarkavár, celui de Homok, les îles Brúner et Fekete — conservent des traces d'occupation de l'époque carolingienne (VIIIe–IXe siècles). Des éléments attribuables à l'époque du prince Pribina ont été relevés à Kiskányavár, dans les îles Kányavár et Fekete, ainsi qu'à Hídvégpuszta. Un cimetière datant des environs de l'an 900 a également été découvert à Kolonpuszta.
À partir des années 1540, Balatonmagyaród subit de fréquentes incursions ottomanes, ainsi que des raids menés par des troupes de garnison stationnées à Zalavár et Komárom. En 1686, des unités germano-croates traversèrent le village et le détruisirent par le feu. Malgré ces nombreuses épreuves, Balatonmagyaród fut toujours reconstruit.
En 1696, le domaine passa entre les mains de György Széchényi, ce qui marqua le début d'une période de développement rapide. Un premier édifice religieux en bois fut construit en 1739. Au XIXe siècle, la commune attira plusieurs familles nobles et de nombreux paysans, devenant un centre rural dynamique : elle comptait 752 habitants en 1848, et plus de 1 000 à la fin du siècle, pour l'essentiel des paysans aisés.
Le drainage partiel du Petit Balaton, entamé en 1920, permit à la commune d'accroître ses surfaces agricoles. En 1924, Balatonmagyaród acquit le statut de bourg et devint le centre de l'un des domaines zalaïens de la famille Széchenyi. À partir des années 1960, la population diminua fortement en raison de l'exode rural. Depuis les années 1990, les travaux de restauration du Petit Balaton ont favorisé l'essor d'un tourisme de nature, aujourd'hui devenu l'un des principaux moteurs économiques de la commune.

## Population

### Minorités culturelles et religieuses
Selon le recensement de 2011, la population de Balatonmagyaród était composée à 96,1 % de Hongrois et à 2,5 % de personnes se déclarant d'origine allemande. Du point de vue religieux, 86,4 % des habitants se déclaraient catholiques romains, 1,6 % protestants réformés, et 5,7 % sans appartenance religieuse, tandis que 5,2 % n'ont pas souhaité répondre à cette question.
Lors du recensement de 2022, 80,1 % des habitants se sont déclarés Hongrois, 8,4 % Allemands, 0,7 % Roms, 0,2 % Slovaques, 0,2 % Polonais, 0,2 % Arméniens, et 3,4 % d'une autre nationalité non hongroise. Il convient de noter que 15,1 % de la population n'a pas répondu à la question sur l'appartenance ethnique, et que certaines personnes se sont identifiées à plusieurs groupes à la fois.
Concernant l'affiliation religieuse, 50,4 % de la population se déclarait catholique romaine, 2,2 % relevant d'autres confessions catholiques, 1 % protestants réformés, 0,7 % évangéliques, 0,7 % autres chrétiens, et 6,5 % sans religion. Une part significative de la population (37,9 %) n'a pas répondu à cette question.

## Équipements

### Réseaux extra-urbains
Balatonmagyaród est située au sud de Zalavár à proximité immédiate du Petit Balaton, sur l'axe routier 6831 reliant Zalakomár à Sármellék. La commune est bien desservie par des lignes d'autobus en provenance de Zalakomár et dispose également de liaisons régulières avec Keszthely, pôle urbain régional situé sur la rive ouest du lac Balaton.
Une part importante du territoire communal est intégrée au Parc national du haut Balaton, bénéficiant ainsi d'un régime de protection environnementale renforcé. Le village constitue de ce fait un point d'entrée vers les zones humides restaurées du Petit Balaton, notamment l'île de Kányavár et la réserve de buffles de Kápolnapuszta.
Fait historique notable : le territoire de Balatonmagyaród aurait dû être traversé par une ligne de chemin de fer projetée dès 1847, reliant Sopron à Nagykanizsa via Kőszeg, Szombathely, Rum et Zalaszentgrót. Ce tracé ne vit cependant jamais le jour.

## Patrimoine local
Au cœur de la commune se trouve l'église catholique romaine de la Visitation, rattachée à la paroisse de Zalakomár dans le diocèse de Kaposvár. Construite en plusieurs étapes, elle témoigne de la tradition catholique fortement enracinée dans la région.